# Caracazo
Il Caracazo, o Sacudón, è il nome di una serie di forti proteste e disordini in Venezuela durante il governo di Carlos Andrés Pérez. Ebbero inizio il 27 febbraio 1989 e terminarono il giorno successivo, il 28 febbraio. La rivolta ebbe origine nella città di Guarenas, sita a pochi chilometri da Caracas. Il nome deriva proprio da Caracas, la città dove si svolse la maggior parte dei fatti salienti, secondo un procedimento che ricorda un altro evento di violenze, occorso in Colombia il 9 aprile del 1948, conosciuto come Bogotazo.
Il massacro avvenne il 28 febbraio, quando le forze di pubblica sicurezza della Polizia Metropolitana (PM), l'Esercito Nazionale del Venezuela e la Guardia Nacional (GN) uscirono in strada per tenere sotto controllo la situazione. Nonostante le cifre ufficiali parlino di 300 morti e poco più di un migliaio di feriti, qualche fonte non ufficiale riporta una stima di 3500 vittime.